# Guardia de Asalto
Die Guardia de Asalto (Sturmgarde; eigentlich Cuerpo de Seguridad y Asalto – Sicherheits- und Sturmgarde) war, von 1932 bis 1939, eine paramilitärisch organisierte städtische Polizei in Spanien, ähnlich der Guardia Civil auf dem flachen Land. Während letztere grün uniformiert war, trug die Guardia de Asalto blaue Uniformen.

## Geschichte
Die Guardia de Asalto wurde im Februar 1932 von der republikanischen Regierung gegründet. Die Truppenstärke (zu Beginn des Bürgerkriegs zirka 18.000 Mann) war nicht mit derjenigen der Guardia Civil zu vergleichen. Die Guardia de Asalto war gegenüber der republikanischen Regierung größtenteils loyal; dennoch liefen nach Ausbruch des Spanischen Bürgerkriegs rund ein Drittel der Sturmgardisten zu den Putschisten um General Franco über. Zum Vergleich: Von der Guardia Civil wechselte fast die Hälfte die Seiten, während eine knappe Mehrheit der Republik die Treue hielt und in Guardia Nacional Republicana umbenannt wurde. Von dem mit Grenzschutz- und Zollaufgaben befassten Cuerpo de Carabineros blieben ebenfalls rund zwei Drittel gegenüber der Republik loyal. Meist folgte die Loyalität der jeweiligen Polizeikräfte den Machtverhältnissen vor Ort.
Zu Beginn des Bürgerkriegs spielte die Guardia de Asalto eine wichtige Rolle bei der Niederschlagung von Armeerevolten in den Städten. Die Guardia de Asalto wurde nach dem Sieg der Putschisten und dem Ende des Bürgerkriegs 1939 aufgelöst und durch die Policía Armada ersetzt.